# 유한양행
유한양행(柳韓洋行)은 대한민국의 제약 및 화학회사이다. 1926년에 유일한이 설립하였으며 1962년에 주식을 상장했다. 본사는 서울특별시 동작구 노량진로 74 (대방동)에 있고 대표적인 의약제품으로 '쎄레스톤지'(피부질환 치료제), '안티푸라민'(외용 진통소염제), '삐콤씨'(비타민 B·C 보충제)가 있다. 화학제품으로는 유한락스 가 있다.

## 슬로건
- 경성, 대련, 대북, 상해, 천진, 미국 나성 (1926년 ~ 1945년)
- 진보와 완성 (1953년 ~ 1957년)
- 약의 효과는 메커의 신용과 전통에 있다 (1957년 ~ 1961년)
- 신용있는 버들표 (1961년 ~ 1965년)
- 버들표는 약효를 보증 (1965년 ~ 1974년)
- 우리는 항상 여러분 속에 있습니다 (1974년 ~ 1975년)
- 유한의기업정신은 변하지않습니다 (1975년)
- 유한양행은 항상 여러분 곁에 있습니다. (1975년 ~ 1976년)
- 유한은 기업이윤의 41%를 여러분을 위해 되돌리고 있습니다 (1975년 ~ 1977년)
- 유한은 이렇게 자랐고 이렇게 자라고 있습니다 (1977년 ~ 1978년)
- 믿음으로 맺어진 52년 (1978년)
- 변치 않는 방향 (1978년)
- 믿음으로 맺어진 53년 (1979년)
- 건강을 심어 왔고 건강을 심고 있으며 건강을 심어갈것입니다 (1979년 ~ 1980년)
- 올해도 변함없이 건강소식을 전해드리겠습니다 (1981년)
- 버들표 유한양행 (1981년 ~ 1989년)
- 버들표는 약효를 보증합니다 (1981년 ~ 1982년)
- 버들표는 품질을 보증합니다 (1981년)
- 행복과 건강을 누리소서… (1982년)
- 쉰 일곱해의 새아침. 유한의 결의를 새롭게 다짐합니다. (1983년)
- 아울러 부상자 여러분의 조속한 쾌유를 기원합니다. (1983년 ~ 1984년)
- 한알의 약에 담는 소망 (1984년)
- 건강연구 60년 (1984년 ~ 1986년)
- 밝아오는 해는 모든 곳에 모든 사람에게 새 빛을 베푸니 (1985년)
- 변하는것과 변하지 않는것 (1986년 ~ 1988년)
- 유한은 인재를 키우고 인재는 유한을 키웁니다 (1987년)
- 신용의 상징 - 버들표 (1989년 ~ 현재)

## 개요
2014년 현재 본사는 서울특별시 동작구 대방동에 있으며, 공장은 충청북도 청주시 청원구 오창읍에, 중앙연구소는 경기도 용인시 기흥구에 있다. 전국의 지점, 영업소, 물류센터, 주재소 등은 23개가 있으며, 2013년 매출 9,316억, 2014년 매출 1조 100억원을 기록하면서 창립 이후 처음으로 제약업계 매출 1위에 올랐다.

## 연혁

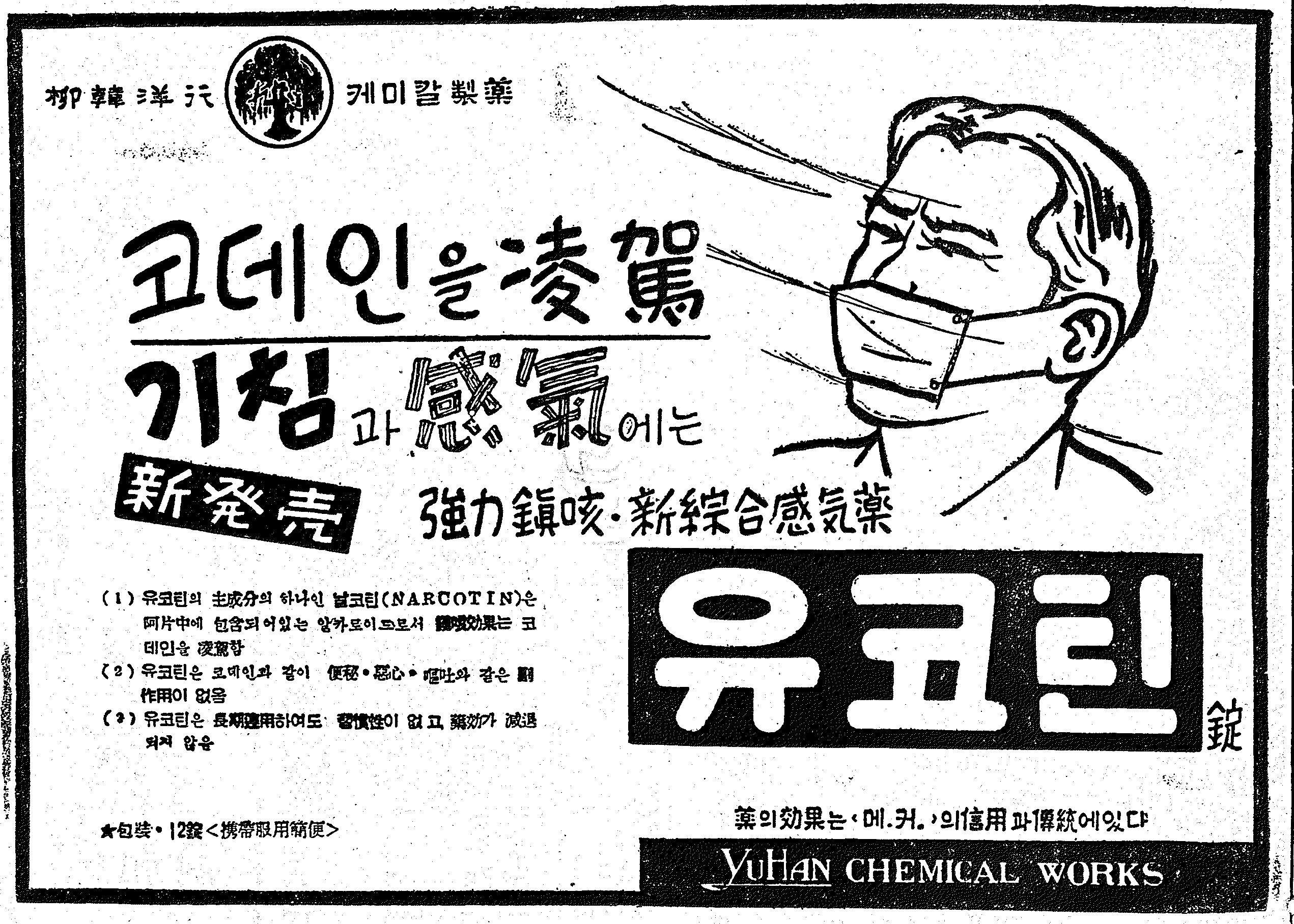
1950년대 신문광고

- 1926년 12월 10일, 유일한이 서울 종로2가에 의약품 수출입 및 판매업으로 유한양행을 설립하였다.
- 1935년 경기도 소사(현재 부천시)에 근대적 제약공장을 설립했다.[4]
- 1936년 6월 20일, 1주당 50원씩 총 10,000 주의 주식을 발행해 자본금 50만 원의 주식회사로 변모하였다. 이때, 당시 유일한 사장을 포함한 종업원 77명 가운데 24명이 주주로 등재되었다. 비록 직위에 따라 차등이 있었지만 상당수의 주식을 종업원들에게 공로주 형태로 배분(종업원 지주제)했기 때문에 가능한 일이었다.[5]
- 1941년 유한무역공사 설립
- 1942년 본사를 경기도 소사공장으로 이전
- 1962년 대방동 사옥 준공/ 제약업계 최초 주식 상장
- 1962년 11월 증권거래소에 주식을 상장하였다.
- 1967년 미국 SK&F(영국 헤일리온)社 기술제휴 12시간지속 종합감기약 콘택600(현,콘택골드) 출시
- 1967년 유한양행 동물의약품 수입허가 및 판매개시
- 1968년 모범납세업체로 동탑산업훈장을 수훈
- 1969년 전문경영인 제도 시작
- 1969년 경기도 소사공장에서 서울 대방동 사옥을 중축하여 공장 이전
- 1970년 미국 '킴벌리클라크社'와 합작투자로 '유한킴벌리주식회사' 설립
- 1971년 3월 유일한 박사 영먼식 유언장을 통해 전 재산 사회 환원.
- 1975년 주식회사 코락스와 합작투자로 설립 및 유한양행 자회사 편입
- 1976년 최신시설 생산공장 도입을 위해 유한양행 군포종합공장 착공
- 1977년 코락스를 유한양행 합작계약 및 유한락스 전제품 판매체결
- 1979년 서울 여의도공장에서 최신시설 도입한 경기도 군포종합공장 이전으로 의약품생산공장 완료되었다.
- 1979년 독자기술로 생산을 한 천연토코페롤 그랑페롤 출시
- 1979년 미국 오랄-비(프록터 앤드 갬블)社 칫솔 브랜드 오랄-비(Oral-B) 판매계약 제휴
- 1980년 한국과학기술연구원 (KIST)와 합작투자로 '유한화학주식회사' 설립
- 1981년 미국 SC존슨社 스프레이형 살충제 브랜드 레이드 판매계약체결
- 1981년 의약품 연구개발 유한중앙연구소 착공
- 1982년 유한양행과 미국 스미스크라인 벡맨(영국 글락소스미스클라인)社 합작투자으로 유한스미스크라인 자회사으로 설립
- 1982년 미국 레드리(영국,헤일리온)社 기술제휴 종합영양제 게브랄티 출시
- 1982년 미국, 쉐링(독일, 바이엘)社 합작투자으로 유한에스피(현, 한국머크) 설립 및 합작투자재신청을 한 한국에섹스 설립
- 1982년 미국, 사이나미드社 합작투자으로 유한사이나미드 주식회사(현, 헤일리온코리아) 설립
- 1983년 유한양행과 미국 존슨앤드존슨,벨기에 얀센社 합작투자으로 한국얀센 자회사 설립
- 1983년 유한양행 군포공장 있는 의약품 연구개발를 위한 유한중앙연구소 준공
- 1984년 미국, SK&F(멕시코 라보라토리 센퍼)社 기술제휴 1회 요법 광범위 구충제 젠텔 출시
- 1984년 스웨덴 아스트라AB(영국, 아스트라제네카)社 기술제휴 고혈압치료제 베타자이드 출시
- 1984년 독자기술 생산을 한 간장치료제 리카바 출시
- 1984년 스페인 Laboratorios Almirall社 기술제휴 위염.위십이지장궤양 액체위장약 알마겔현탁액 출시
- 1985년 유한양행 의약품 계열사 유경메디카(현,유한메디카) 설립
- 1986년 유한양행 창립60주년 기념식 및 사내체육대회 개최
- 1988년 유한양행과 미국 사이나미드(독일 헨켈)社 합작회사 한국사이나미드 설립 및 바퀴살충제 컴배트 판매.
- 1988년 자양강장제 맥생 판매.
- 1991년 3월 창업주 유일한 박사의 딸 유재라 유한재단 이사장 영면
- 1993년 미국 크로락스와 유한양행 합작회사를 50대 50의 지분으로 세워졌다.
- 1993년 10월 유한락스 제조업체 유한코락스에서 유한크로락스 회사명으로 변경.
- 1994년 6년동안 맥생을 판매
- 1995년 맥생 중단 자양강장제 맥생 단종.
- 1997년 서울 동작구 대방동에 신 사옥을 준공하였으며, 대방동에 있는 옛 사옥은 현재 예식장으로 리뉴얼하여 사용되고 있다.
- 2003년 유한양행 충북 청주 오창공장 착공
- 2006년 경기도 군포공장에서 충북 청주 오창공장 준공 및 이전.
- 2006년 유한양행 오창공장 KGMP 승인/유한양행 기흥연구소 KGLP 인증 (장영실상 수상)
- 2006년 PPA성분함유없는 감기약 콘택골드 재출시
- 2010년 유한양행 오창공장 안전보건 경영시스템(KOSHA 18001/OHSAS 18001)인증
- 2010년 유한양행 계열사인 한국와이어스를 한국화이자제약으로 통합인수
- 2011년 엔솔테크 투자 및 퇴행성관절염 치료제 공동 개발 계약 채결
- 2012년 보건복지부로부터 혁신형 제약기업 인증
- 2012년 윤리경영대상 수상
- 2014년 대한민국 최고기업대상 4년연속 수상.
- 2014년 영양수액제 전문기업 주식회사 엠지 지분투자
- 2014년 제약업계 최초 매출 1조 달성
- 2014년 2년 연속 업계 매출 1위 달성
- 2015년 - All Star 12년 연속/ 제약부문 1위 12년 연속/ 한국에서 가장 존경받는 기업 선정(한국능률협회 주관)
- 2015년 삐콤씨, '2015 대한민국 고객충성도 1위 브랜드' 선정
- 2015년 유한양행-GSK 4가 독감백신 플루아릭스 테트라 판매계약체결
- 2016년 - All Star 13년 연속/ 제약부문 1위 13년 연속/ 한국에서 가장 존경받는 기업 선정(한국능률협회 주관)
- 2016년 유한양행 창립90주년 비전 선포
- 2016년 유한양행 가정용 살충제 브랜드 해피홈 출시
- 2016년 '2015 한국의 경영대상' 이미지가치 최우수기업 선정
- 2017년 - All Star 14년 연속/ 제약부문 1위 14년 연속/ 한국에서 가장 존경받는 기업 선정(한국능률협회 주관)
- 2017년 유일한상 시상식 개최 (김형석 연세대학교 명예교수 수상)
- 2017년 활성비타민 삐콤씨액티브 출시
- 2017년 유한양행. 2016 매출액 1조 3,208억 기록 (업계 1위)
- 2017년 2억불 수출탑 수상
- 2017년 유한양행 뷰티헬스 법인 주식회사 유한필리아 설립
- 2017년 유한필리아의 베이비 스파 브랜드 리틀마마 출시
- 2018년 프리미엄 건강기능식품 뉴오리진 출시
- 2018년 프리미엄 건강기능식품 뉴오리진 카페 오픈(여의도 IFC몰 컨셉 스토어 오픈)
- 2018년 한국에서 가장 존경받는 기업 - All Star 15년 연속/제약부문 15년 연속 1위
- 2018년 유한양행, 2017 매출액 1조 4,622억 기록 (업계1위)
- 2018년 유한양행 홍콩 현지법인 유한홍콩유한공사 설립
- 2019년 유한양행-GSK 자궁경부암 백신 서바릭스와 A형 간염백신 하브릭스 공동판매채결
- 2019년 피임약 센스데이 출시
- 2019년 유한양행 푸드엔헬스 사업부문이 '유한건강생활' 독립체제 출범
- 2019년 유한양행 호주 뉴질랜드 법인 유한 ANZ 설립
- 2019년 옛,유한양행 군포공장 부지를 한국토지주택공사에 1,975억 매각
- 2020년 현 대표이사 사장 이정희.
- 2020년 코로나19 극복을 위해 55억원 지원
- 2020년 마그비스피드 판매 1위 달성
- 2021년 라이온코리아와 OTC 위탁 판매 협업
- 2022년 화이자의 먹는 코로나19 치료제 팍스로비드 전국에 약국 첫 배포
- 2022년 군포시가 바이오클러스터, 바이오연구소, CMC센터(가칭) 건립 추진사업 MOU 체결
- 2023년 마그비스피드가 3년 연속 판매 1위 달성
- 2025년 바이엘코리아는 비판텐연고, 카네스텐의 국내 공급 계약 체결
- 2025년 창립 100주년를 맞이을 해 동작구 옛 사옥에 100주년 기념관 건설에 260억 투입 (2026년 3월 준공예정)

## 제품

### 유한락스
유한락스는 유한크로락스에서 제조한 다용도락스제이다.

### 유한젠
유한젠은 유한크로락스에서 만든 산소계 세탁표백제이다.

### 안티푸라민
1933년 창립자 유일한 박사가 중국인 부인 호미리 여사의 도움을 받아서 개발한 유한양행의 첫 자체개발 의약품이다. 2017년 안티푸라민 하이드로 24가 출시되었다. 2019년 안티푸라민 마일드,케토 2종이 출시하였다 2019년 안티푸라민 더블파워 대형 사이즈가 출시하였다. 2020년 3월 안티푸라민 쿨파워 플라스타 출시 및 안티푸라민 쿨파워가 출시하였다. 2020년 9월 안티푸라민 손흥민 에디션가 출시하였다.

### 코푸시럽
1937년부터 생산되기 시작하여, 80년 가까운 세월 동안 애용되고 있는 진해거담제이다. 1977년 비마약성 진해거담제 코푸시럽에스가 출시되었다 2015년에 코푸시럽 스틱형 포장이 새로 출시되었다. 2015에 코푸시럽에서 마약성분인 주석산디히드로코데인이 일반의약품류는 한외마약을 표기되었다. 2019년에 코푸시럽에스가 맛과 색상이 변경되었다 11월부터는 코푸시럽이 포장 디자인을 분홍색으로 변경되었다. 2020년 4월 코푸시럽에스가 5개 스틱 포장형태 출시하였다.

### 삐콤씨
안티푸라민과 함께 유한양행의 대표적인 비타민제로 1963년 삐콤정이라는 이름으로 출시되어 1987년 성분을 보강하고 비타민C 함량을 12배 증강하여 현재와 같이 리뉴얼하여 출시하였다. 2017년 활성비타민 삐콤씨액티브 새롭게 출시되었다.

### 콘택골드
1967년부터 미국 SK&F(영국 헤일리온)사 기술 제휴로 12시간지속 종합감기약 콘택600으로 출시되어 1972년 콘택코푸,콘택트로치 출시되었다. 2004년 콘택600에 출혈성뇌졸중을 유발이되는 PPA성분이 있어 판매중단하고 회수조지를 하였다. 2006년 PPA성분 함유되지 않는 감기약 콘택골드로 재출시되었다, 2020년 11월에 콘택골드 패키지 리뉴얼으로 변경하였다.

### 그랑페롤
1979년 10월 독자기술로 개발을 한 천연토코페롤 비타민제인 그랑페롤 연질캡슐 200IU를 출시되었다. 1990년 그랑페롤 연질캡슐 400IU를 새로 출시하였다. 2006년 그랑페롤 연질캡슐 1000IU를 출시하였다. 2020년 9월부터는 그랑페롤 패키지 리뉴얼을 변경하였다.

### 다보타민큐
1990년 10월 독자기술로 개발을 한 멀티비타민제 다보타민을 출시하였다. 2009년 다보타민큐를 출시하였다. 현재 포장 변경 없이 판매 중이다.

### 쎄투
1999년 7월 독자기술로 개발을 한 혈액순환개선제 쎄투가 10정,90정을 출시되었다. 2020년 쎄투 패키지 리뉴얼으로 재출시를 하였다.

### 레바넥스
2005년 9월 세계 최초로 소화성 궤양 및 위염 치료제 ‘레바넥스’를 출시하였다.
위산관련 질환 치료 신약인 ‘레바넥스’는 유한양행이 11년에 걸쳐 500억 원에 달하는 연구비를 투입하여 개발한 신약이다. 세계적으로 차세대 APA(acid pump antagonist, 위산펌프 길항제)에서 가장 먼저 상품화에 성공하여 국내 제약업계의 연구개발력이 진일보했다는 평가를 받고 있다.

### 알마겔
1984년 5월 스페인 Laboratorios Almirall(현,Almirall Prodesfamar)사 기술제휴로 알마게이트 성분에 액체위장약 알마겔현탁액 출시되었다. 현재 지금은 유한양행 자체생산 및 판매 중이다. 2016년 액체위장약 알마겔에프 스틱형 포장 재출시되었다.

### 쎄레스톤지
1974년 5월 미국 Schering (미국 MSD)사가 개발한 피부병 전문 치료제 쎄레스톤지크림 출시되었다.

### 타가메트
1976년 미국 SK&F(영국 글락소스미스클라인)사 개발한 위십이지장궤양 치료제 타가메트 영국에서 출시되었다.1979년 미국 SK&F(현,영국 GSK)사 기술제휴로 위십이지장궤양 치료제 타가메트 한국에서 출시되었다.2000년 의약 분업 제도 도입 이후에, 전문의약품으로 처방전이 있어야 구매가능하다.

### 젠텔
1984년 3월 미국 SK&F(멕시코 라보라토리 샌퍼)사 기술 제휴로 1회 요법 구충제 브랜드 젠텔 2정 출시하였다. 1985년에 구충제 젠텔 현탁액 출시하였다 1986년에 가족용 젠텔 10정 포장형태 출시하였다 2017년 10월 포장형태가 일자네모형 변경되었다. 2018년 3월 제조사를 유한메디카에서 유한양행으로 자체생산 전환 2019년 2월 구충제 젠텔 2정 재출시가 되었다

### 해피홈
2016년 5월 유한양행 가정용 살충제 브랜드 해피홈 출시되었다. 2018년 7월 해피홈 상처케어밴드 21종 출시되었다. 2019년 11월 해피홈 메디핑 롤타입 출시 12월에 해피홈 구급함 출시 2020년 5월 해피홈 SAFE 365 출시

### 메가트루
2013년 9월 활성비타민 피로회복제 브랜드 메가트루정 출시되었다.
2016년 5월 메가트루 포커스 새로 출시되었다.
2017년 4월 메가트루 포커스 출시이후 메가트루 액티브 출시되었다.

### 나인풋
2013년 7월 유한양행의 토탈 풋케어 전문 브랜드 나인풋 출시되었다.

### 리틀마마
2017년 12월 유한필리아의 베이비 스파 브랜드 리틀마마를 출시하였다. 2019년 10월 유한필리아가 유한건강생활과 통합하였다

### 마그비
2017년 12월 독자기술로 개발을 한 마그네슘 비타민제 마그비액티브 출시하였다. 2020년 3월 마그비스피드액 출시하였고, 2021년 8월 마그비 맥스를 각각 출시하였다.

### 뉴오리진
2018년 3월 유한양행의 프리미엄 건강기능식품 뉴오리진 론칭하였다. 2018년 4월 뉴오리진 론칭이후 출시하였다. 2018년 11월 뉴오리진 A2 밀크 오리지널 출시 2019년 4월 사슴유 성분에 화장품 뉴오리진 디어리스트 론칭 2019년 5월 여성 프로바이오틱스 뉴오리진 이너플로라 출시 2019년 11월 호주 프리미엄 분유 뉴오리진 A2 플래티넘 수입으로 출시 2020년 3월 여성청결제 뉴오리진 이너플로라 페미닌 파우더 출시

### 센스데이
2019년 5월 독자기술로 개발을 한 먹는 피임약 센스데이 출시 2020년 3월 에스트로겐 햠량 줄인 피임약 센스데이 미니얼 패키지 출시

### 와이즈바이옴
2021년 7월 유한양행의 프로바이오틱스 브랜드 와이즈바이옴 출시하였다.

### 닥터버들
2021년 10월 유한양행의 치약 칫솔 브랜드 닥터버들 출시하였다.

### 윌로펫
2021년 11월 유한양행의 토탈펫케어 브랜드 윌로펫 론칭하였다.

## 판매중단제품
- 디프로겐타크림
- 유한원방우황청심원
- 바이오텍스
- 유린스
- 리카바
- 유한바퀴베이트
- 버막스
- 데카리스
- 유코틴
- 닥타린
- 로페린
- 쎄레스타민
- 맥생
- 콘택600/콘택코푸/트로치 (현재 콘택골드 판매중.)
- 생위천
- 리카바
- 유코판
- 비네몬500
- 가평찹쌀식혜
- 까스생위천
- 메카셀렌
- 트루스 (현재 건강기능식품 브랜드 뉴오리진 판매이관)
- 클라리틴 (현재 바이엘코리아 판매이관.)
- 지르텍 (현재 판권이 제일헬스사이언스 및 지오영에 판매이관)
- 오로라크림
- 폰팬시럽
- 미크로노마이신
- 실버칼
- 스니코/스니코에스
- 미네칼
- 유노
- 모로폰
- 신노팔
- 리포탄
- 코타짐
- 알로텐
- 에스엘C
- 버들샴푸
- 레이드 (현재 미국SC존슨사 판매이관.)
- 게브랄티
- 쯔비쌀
- 컴배트 (현재 독일Henkel사 판매이관.)
- 키위구두약 (현재 독일Bama사 판매이관.)
- 오랄비 (현재 미국P&G사 판매이관.)
- 세바메드
- 게론톤
- 막시우스 트로키
- 헤마킹
- 올드스파이스 (현재 미국P&G사 판매이관.)
- 애크로마이신
- 하이파스
- 오로파스
- 유한짓
- 유한 지피쥬스
- 비타-홈
- 유한치약
- 네오톤토닉/네오톤
- 유코틴S/유코틴시럽
- 닥타린
- 헤가톤
- 사릭스
- 오레오마이신 안연고
- 스투게론
- 네오시럽
- 스리나
- 부루-탑
- 안진
- 맘마드롶
- 아토민캅셀
- 다이크로짇
- 미네비
- 비네몬
- 오레오 마이신
- 오레오마이신 트리플썰파
- 유피라진시럽
- 크린싱콜드 크림
- 애크로 마이신
- 이드렌
- 그로민
- 비타나인
- 하이파스
- 아나진
- 이소짓
- 트리카볼정
- 미네비타
- 안치후라민
- G-U-CIDE(JAPAN)
- ハリブマルト(JAPAN)
- オルキモン(JAPAN)
- コフシロツプ(JAPAN)

## 사업장 현황
- 청주공장 : 충청북도 청주시 청원구 오창읍 연구단지로 219
- 연구소 : 경기도 용인시 기흥구 탑실로35번길 25 (공세동)

## 유한양행 관계 계열사
- 유한공업고등학교
- 유한대학교
- 유한메디카
- 유한크로락스
- 주식회사 유칼릭스
- 주식회사 엠지
- 한국얀센 (존슨앤드존슨 제약부문)
- 유한화학
- 유한킴벌리
- G.T.B.L (유한양행과 인도 G.T.B.L 합작투자회사)
- 이뮨온시아
- 유한건강생활
- 워랜텍 (치과용 임플란트 제조업체)
- 애드파마

## 같이 보기
- 유한대학교